# ورزشگاه اسناتل آرنا
ورزشگاه ٱسناتل آرنا (به آلمانی: Osnatel-Arena) یا استادیوم اندر برمر بروکه یک ورزشگاه فوتبال واقع در شهر اسنابروک، آلمان است. این ورزشگاه بیشتر جهت بازی های فوتبال و بازی های خانگی تیم وی‌اف‌ال اسنابروک مورد استفاده قرار می‌گیرد. این ورزشگاه دارای گنجایش ۱۸٬۴۱۵ نفر است و در سال ۱۹۳۳ ساخته شده است.